# Интернет в Катаре
Использование интернета в Катаре широко распространено и быстро растёт, но доступ в Интернет имеет ряд ограничений.

## Проникновение и пользование
В 2007 году Катар был второй страной в арабском мире по уровню проникновения интернета. Уровень проникновения интернета в Катаре вырос с 6 % в 2001 году до 37 % в 2007 году и до 86 % в 2011-м.
Qatar Telecom (Qtel) — поставщик телекоммуникационных услуг, лицензированных Верховным советом по вопросам информации и коммуникационных технологий (ictQATAR), обслуживающий как фиксированный, так и мобильный тип доступа. Qtel предлагает своим пользователям регистрации доменных имён, предоплаченные интернет-карты, постоянный доступ в интернет (через телефонную линию, позволяя включать плату за интернет в телефонные счета) и линии ADSL. Однако в ноябре 2006 года монополия Qtel на интернет-обслуживание была официально прекращена.
Уровень проникновения широкополосного доступа в интернет в Катаре стремительно растёт. По состоянию на апрель 2008 года он находится на уровне 50 процентов. Qtel обладает около 1.25 миллионом пользователей мобильной связи на декабрь 2007 года, что свидетельствует о более чем 100 % проникновении интернета в Катаре. Qtel имеет также около 50 000 клиентов, подключенных к мобильной сети 3.5G.

## Наблюдение и цензура в интернете
Нет каких-либо сообщений о фактах слежения за пользователями интернета в Катаре, но по отчёту Репортёров без границ Qtel «имеет возможности шпионить за сообщениями, отправляемыми другими провайдерами». A согласно Докладам о положении с правами человека правительство Катара цензурирует интернет через прокси-сервер, который мониторит и блокирует сайты, почтовые адреса и чаты через государственного провайдера.
Катар — одна из ведущих стран по развитию интернета в арабском мире, но он в Катаре строго цензурируется. Под цензуру и блокировку попадают материалы, содержащие порнографию, критику политики стран Персидского залива, контент о ЛГБТ, ресурсы о сексуальном здоровье, сайты знакомств и эскорт-услуг, информацию о способах обхода цензуры и блокировок. Пользователи отмечают, что под блокировку попадают и сайты, не содержащие подобный контент или информацию. Политическая цензура ограничена, но журналисты на практике подвергают свои материалы самоцензуре, избегая освещения некоторых острых вопросов. Фильтрация в Катаре относительно прозрачна (заблокированная страница сохраняется). Qtel преимущественно блокирует сайты исходя из распоряжений полицейских или иных государственных органов.